# Sumber Salak (Curah Dami)
Sumber Salak is een bestuurslaag in het regentschap Bondowoso van de provincie Oost-Java, Indonesië. Sumber Salak telt 1480 inwoners (volkstelling 2010).